# P-120 (ミサイル)
P-120「マラヒート」（ロシア語: П-120 «Малахит»）は、ソビエト連邦で開発された中射程型の対艦ミサイル。愛称は「孔雀石」の意味。
GRAUインデックスは4K85。アメリカ国防総省（DoD）識別番号としてはSS-N-9、NATOコードネームとしては「サイレン」と呼ばれた。

## 概要
1963年2月28日、第52設計局（OKB-52）は、同設計局が開発したソ連初の水中発射対応型対艦ミサイルであるP-70「アメチスト」（SS-N-7「スターブライト」）を発展させたミサイルについての開発依頼を受けた。9月には最初の試案を提出、1964年2月には略式設計案を完成した。1968年には第301機械製造工場で最初の試作機が製造され、同年9月から1969年2月にかけて、誘導装置非搭載の発射・飛行試験が、7月から10月には水中発射試験（水深50メートル）が、さらには地上・洋上での発射試験が行われた。なお地上・洋上発射試験は計10回行われ、うち半数の5回が目標に命中した。そして1970年9月から1972年2月にかけて総合発射試験が繰り返されたのち、1972年3月17日、水上発射型は海軍に引き渡され、ミサイル艇用のP-15「テルミート」よりも長射程の対水上火力として、1234型小型ミサイル艦（ナヌチュカ型）の主兵装となった。一方の水中発射型は、搭載艦の検討に時間がかかったため、その引渡しは1977年11月21日に遅延した。
P-70と比して、射程は倍増し飛翔高度も低高度化された。P-70が水中発射専用であったのに対し、新設計の固体燃料ロケット・ブースターの採用によって水上艦での運用にも対応している。また発射準備の所要時間も短縮され、P-70の7割となった。
ただしこの時期、北大西洋条約機構の艦隊防空・対潜戦能力向上に伴い、長射程型の対艦ミサイルの水中発射化が求められていたことから、本ミサイルを搭載した巡航ミサイル潜水艦は670M型潜水艦（チャーリーII型）のみとなり、本ミサイルと同時に開発要求がなされた大型・長射程・超音速のP-500「バザーリト」、さらにはより巨大なP-700「グラニート」へと配備は移行した。プラットフォームとしての670M型は、戦闘力・操縦性・静粛性を高く評価されたことから、アメリカ海軍の空母機動部隊などの追尾任務に多く投入されたものの、巡航ミサイルは敵対空ミサイルに発見・破壊される可能性が高いものと考えられていた。

## 配備
ソビエト連邦海軍 /  ロシア海軍
- 1234型小型ミサイル艦（ナヌチュカ型）
- 670M型潜水艦（チャーリーII型）

### 実戦使用
南オセチア紛争中の2008年8月10日、ロシア海軍とグルジア海軍が交戦したアブハジア沖海戦において、1234型小型ミサイル艦「ミラーシュ」から発射されたP-120によってグルジア海軍の哨戒艇「ゲオルギー・トレリ」が撃沈された。